# Да Силва, Анжело Маркос
А́нжело Ма́ркос да Си́лва (порт.-браз. Ângelo Marcos da Silva; или просто Анжело; род. 8 января 1975 года) — бразильский футболист, нападающий.

## Биография
В 2000 году тренер «Крыльев Советов» Александр Тарханов побывал в Бразилии, где присмотрел 25-летнего форварда.
Начало сезона для Анжело выдалось очень удачным. В первых трех играх он забил 4 мяча. Сделал хет-трик в матче с московским «Торпедо». Издание «Спорт-Экспресс» назвало его лучшим игроком месяца.
В 2002 году до конца сезона был отдан в аренду «Алании». В июле футболист покинул команду, а договор аренды был досрочно расторгнут. После он играл в болгарском «Черно море».